# Nisi Shawl
Nisi Shawl, née en 1955 à Kalamazoo au Michigan, est une écrivaine, éditrice et journaliste américaine, notoire surtout pour ses nouvelles de science-fiction et de fantasy. Elle écrit et enseigne comment la fantasy dans la littérature pourrait refléter la diversité réelle du genre, de l'orientation sexuelle, de la race, du colonialisme, de la capacité physique, de l'âge et d'autres facteurs socioculturels.
Nisi Shawl utilise le pronom iel.

## Writing the Other, nouvelles courtes et prix/adhésions
Nisi Shawl a publié avec Cynthia Ward Writing the Other: Bridging Cultural Differences for Successful Fiction, un manuel d'écriture créative dérivé de l'atelier des auteurs du même nom, dans lequel les participants explorent des techniques pour les aider à écrire des personnages crédibles. en dehors de leur propre expérience culturelle,. La critique Genevieve Williams du magazine de fiction spéculative Strange Horizons (en) a résumé ce guide :

« Les pratiques préconisées et les concepts présentés dans Writing the Other peuvent sembler compliqués, mais les suivre aidera à s'assurer qu'un auteur donne plus que des paroles en l'air à la diversité et est attentif à la création et au développement des sociétés, des cultures et des personnages (ce que nous devrions tous faire de toute façon). Une grande partie de ce que Nisi Shawl et Cynthia Ward préconisent est, tout simplement, une bonne pratique : éviter les clichés, les caractères plats, les effets involontaires et autres caractéristiques d'une écriture paresseuse. »

Les nouvelles de Nisi Shawl sont parues dans Asimov's Science Fiction, Infinite Matrix, Strange Horizons (en), Semiotext(e) (en) ainsi que dans de nombreux autres magazines et anthologies. Brian Charles Clark du site de critique de fiction, Curled Up With a Good Book, a fait l'éloge de son premier recueil, Filter House (2008), qui rassemblait onze courtes nouvelles de fiction précédemment publiées et trois originales, soulignant :

« Le sens aigu de Shawl pour la justice et son anticolonialisme catégorique se cachent toujours juste sous la surface de ses histoires. Jamais didactique, Shawl possède le don d'une véritable conteuse : la capacité de laisser la chaîne et la trame de l'intrigue et du personnage faire leur travail moral à sa place. »

Nisi Shawl est membre de Science Fiction and Fantasy Writers of America et du conseil d'administration de Clarion West. Titulaire d'un diplôme du Clarion West Writers Workshop (en), elle fait également partie des personnes ayant fondé la Carl Brandon Society (en). Ses nouvelles ont été présélectionnées pour le prix Gaylactic Spectrum (en) et le prix Carl Brandon Society Parallax. Nisi Shawl remporte le prix James Tiptree, Jr. 2008 pour Filter House, qui a également été sélectionné pour le prix World Fantasy du meilleur recueil de nouvelles 2009. Son roman court Good Boy a été nommé pour le prix World Fantasy du meilleur roman court 2009. Son roman Everfair a été nommé pour le prix Nebula du meilleur roman 2016.

## Everfair
Everfair, le premier roman de Nisi Shawl, se situe dans un monde néo-Victorien, au Congo belge, et est une histoire du genre steampunk. Il est publié en septembre 2016 par Tor Books, avec une illustration de couverture de l'artiste primé de Hong Kong Victo Ngai (en).
Everfair est une histoire alternative du Congo africain, de l'Europe et des États-Unis, à la fin du XIXe ou début du XXe siècle, où Nisi Shawl introduit le fait que les populations indigènes (du Congo) ont appris la technologie de la vapeur un peu plus tôt que les autres. Son roman imagine que les socialistes fabiens britanniques s'associent à des missionnaires chrétiens afro-américains pour acheter des terres dans le bassin du Congo à Léopold II de Belgique, créant ainsi une nouvelle nation, où les citoyens peuvent expérimenter les libertés qui leur manquent dans leurs terres d'origine, et bénéficier de la technologie clé de la révolution industrielle, celle des machines à vapeur.

## Contributions à la fiction spéculative féminine, multiculturelle et mondiale
En 2009, Nisi Shawl a fait don de ses archives au département des livres rares et des collections spéciales de l'Université de Northern Illinois.
En 2011, son travail de longue date dans les littératures de l'imaginaire féministes est reconnu, lorsque la Wiscon l'invite comme invitée d'honneur à la WisCon 35. En 2015, en reconnaissance pour ses activités d'enseignement et de mentorat au sein de la communauté des littératures de l'imaginaire sur les questions pédagogiques de la diversité, Nisi Shawl est invitée d'honneur à la fois au Black to the Future: An Imagination Incubator (Ferguson is the Future), un symposium d'artistes de littérature de l'imaginaire multiculturelle, d'universitaires et d'écrivains, à l'Université de Princeton (tenu le 14 septembre 2015). puis au symposium Creating Futures Rooted in Wonder à propos des contes de fées, de science-fiction et de conteurs indigènes et universitaires, à l'Université d'Hawaï (du 16 au 19 septembre 2015), où sont organisées des lectures avec des insulaires du Pacifique, des Hawaïens autochtones et d'autres écrivains autochtones, ainsi que des ateliers d'écriture créative.
Le roman Everfair de Nisi Shawl rejoint le mouvement croissant des fictions littéraires par des personnes de couleur (en), y compris les efforts éditoriaux de Jaymee Goh de Malaisie et Joyce Chng de Singapour (auteurs-anthologues à l'origine du recueil de nouvelles de steampunk d'Asie du Sud-Est paru en 2015, The Sea is Ours : Tales of Steampunk Southeast Asia), pour réutiliser le trope de science-fiction de l'histoire alternative de manière critique qui met en avant les questions de colonialisme, de mondialisation et de culture.

## Afrofuturisme et anthologies de science-fiction féministe
Nisi Shawl a édité plusieurs anthologies de littératures de l'imaginaire, en particulier des recueils de nouvelles afro-futuristes, féministes, LGBT et afro-américaines de science-fiction et fantasy, y compris des hommages récents aux romanciers pionniers de science-fiction noirs/queer Samuel R. Delany et Octavia E. Butler : Stories for Chip: A Tribute to Samuel R. Delany (2015), co-édité avec Bill Campbell et Strange Matings: Science Fiction, Feminism, African American Voices, and Octavia E. Butler (2015), co-édité par Rebecca J. Holden. Le travail d'anthologie de Nisi Shawl fait partie de sa participation de longue date au sein des communautés d'écriture de science-fiction féministes et afro-américaines, comme en témoigne son édition de WisCon Chronicles Vol. 5: Writing and Racial Identity (2011, généré à partir de la Wiscon de science-fiction d'Amérique) ainsi que dans la publication de ses histoires au sein d'expériences littéraires d'écrivaines de science-fiction, comme Talking Back : Epistolary Fantasies (2006, par l'éditeur féministe de science-fiction Aqueduct Press) et au sein de recueils de littérature de l'imaginaire afro-américaine, notamment Dark Matter: A Century of Speculative Fiction from the African Diaspora (2000),.

## Vie personnelle et influences
Nisi Shawl nait à Kalamazoo au Michigan. Elle commence à fréquenter le Collège résidentiel University of Michigan College of Literature, Science, and the Arts (en) en 1971 à l'âge de seize ans, mais n'obtient pas son diplôme. Elle vit à Seattle, dans l'État de Washington, relisant des livres pour le Seattle Times en indépendant,, Shawl est queer et utilise le pronoms iel.
Nisi Shawl indique avoir été influencé par Colette, Monique Wittig et Raymond Chandler, ainsi que par Gwyneth Jones, Suzy McKee Charnas, Joanna Russ, Samuel R. Delany, Howard Waldrop et Eileen Gunn,.

## Œuvres

### SérieEverfair
1. (en) Everfair, 2016
2. (en) Kinning, 2024

### Romans indépendants
- (en) Speculation, 2023
- (en) Making Amends, 2025

### Recueils de nouvelles
- (en) Filter House, 2008
- (en) Something More and More, 2011
- (en) A Primer to Nisi Shawl, 2018
- (en) Talk Like a Man Plus Women of the Doll Plus An Awfully Big Adventure and Much More, 2019
- (en) Our Fruiting Bodies, 2022

### Nouvelles
- « I Was a Teenage Genetic Engineer » Semiotext(e) SF, New York, NY: Columbia University, April 1989,
- « The Rainses », Asimov's Science Fiction Magazine, avril 1995 (paru dans FILTER HOUSE)
- « The Pragmatical Princess », Asimov's Science Fiction Magazine, janvier 1999 (paru dans FILTER HOUSE)
- « At the Huts of Ajala » Dark Matter: A Century of Speculative Fiction from the African Diaspora, New York, : Warner Books, juillet 2000 (paru dans FILTER HOUSE)
- « Shiomah's Land », Asimov's Science Fiction Magazine, mars 2001 (paru dans FILTER HOUSE)
- « Vapors », Wet: More Aqua Erotica, Mary Anne Mohanraj (éditrice), Three Rivers Press, NY, NY.
- « The Beads of Ku », Rosebud Magazine, numéro 23, avril 2002 (paru dans FILTER HOUSE)
- « Momi Watsu », Strange Horizons (site Web) août 2003 (paru dans FILTER HOUSE)
- « Deep End » So Long Been Dreaming (en): Postcolonial Science Fiction and Fantasy, édité par Nalo Hopkinson et Uppinder Mehan, 2004, Arsenal Pulp Press (en), Vancouver, BC, Canada. (apparu dans FILTER HOUSE)
- « Maggies » Dark Matter: Reading the Bones, édité par Sheree R. Thomas, 2004, NY: Warner Books. (paru dans FILTER HOUSE)
- « Matched », The Infinite Matrix (extrait du roman The Blazing World, coparrainé par l'Office of Arts and Cultural Affairs), mai 2005.
- « Wallamelon », Aeon Speculative Fiction #3, mai 2005 (site Web) (paru dans FILTER HOUSE)
- « Cruel Sistah », Asimov's SF Magazine, octobre/novembre 2005 ; Year's Best Fantasy & Horror # 19, New York, NY: St.Martin's Press, août 2006.
- « But She's Only a Dream », Trabuco Road (site Web) mars 2007 (paru dans FILTER HOUSE)
- « Little Horses » Detroit Noir, Akashic Books, novembre 2007 (paru dans FILTER HOUSE)

### Essais
- Writing the Other: A Practical Guide, avec  Cynthia Ward, Aqueduct Press, Seattle, WA, décembre 2005.
- « To Jack Kerouac, to Make Much of Space and Time » Talking Back: Epistolary Fantasies, L. Timmel Duchamp (éditrice), Aqueduct Press, Seattle, WA, mars 2006.

### Anthologie
- (en-US) Gerry Canavan (éditeur) et Nisi Shawl (éditrice), Octavia E. Butler : Kindred, Fledgling, collected stories, 2020 (ISBN 978-1-59853-675-1 et 1-59853-675-3, OCLC 1151752115).